# 30-я дивизия Республиканской гвардии
30-я дивизия Республиканской гвардии — тактическое соединение Республиканской гвардии Сирии.
30-я дивизия РГ сформирована в 2017 году.

## История
30-я дивизия РГ сформирована в 2017 году из подразделений задействованных в обороне Алеппо. Её возглавил генерал-майор Зейд Али Салех — заместитель командующего Республиканской гвардией, затем его сменил бригадный генерал Малик Алия. 30-я дивизия РГ действует больше как административная структура для улучшения управляемости частей Республиканской гвардии в городе Алеппо и для интеграции милиционных формирований в этом районе. Полная структура дивизии неизвестна, но в её состав входят 18-я (передана из 10-й механизированной дивизии), 106-я и 123-я бригады и три полка РГ, сформированные в период 2014—2015 гг. Создание соединения было продиктовано общим стремлением к реанимации боевого потенциала САА.

## Состав
2019 год
- 18-я механизированная бригада[3]
- 106-я механизированная бригада
- 123-я бригада
- 47-й пехотный полк
- 102-й полк специального назначения
- 147-й полк специального назначения[4]
- артиллерийский полк[2]